# Albin Rönnholm
Nils Albin Rönnholm, född 7 augusti 1877 i Sundsvall, död 24 juli 1953 i Stockholm, var en svensk lärare och fysiker.
Albin Rönnholm var son till repslagaren Nils Rönnholm. Han avlade mogenhetsexamen i Sundsvall 1895 och studerade därefter vid Uppsala universitet där han blev filosofie kandidat 1899, filosofie licentiat 1905 och filosofie doktor 1911. Efter lärarverksamhet 1899–1900 och från 1905 blev han adjunkt vid Högre allmänna läroverket å Södermalm i Stockholm 1908, lektor i matematik och fysik vid Sundsvalls läroverk 1916 och rektor där samma år. Han var 1921–1943 lektor vid Högre latinläroverket å Norrmalm i Stockholm (tjänstledig från 1930) och rektor vid Högre allmänna läroverket å Kungsholmen där 1930–1943. Rönnholm utgav fysikaliska arbeten och visade livligt intresse för aktuella skolfrågor, särskilt gymnasiets ändamålsenliga organisation och utveckling. Efter en resa till USA publicerade han "Selfgovernment" i amerikanska skolor. Han var stadsfullmäktig i Sundsvall 1921–1930.